# Jhonathan Díaz
Jhonathan Alexander Díaz (Valencia, Venezuela, 13 de septiembre de 1996), más conocido como Jhonathan Díaz, es un jugador profesional venezolano de béisbol que se desempeña en la posición de lanzador en Seattle Mariners, equipo de las Grandes Ligas de Béisbol (MLB).

## Carrera
Díaz hizo su debut en la MLB con el equipo Los Angeles Angels, en el cual jugó tres temporadas (2021-2023), después pasó a Seattle Mariners, donde lleva jugando una temporada.